# Julien Paul
Julien Paul (Curepipe, 7 gennaio 1996) è un giocatore di badminton mauriziano.

## Palmarès
- Giochi panafricani

Brazzaville 2015: oro nella gara a squadre.
Rabat 2019: oro nel doppio maschile, argento nel singolo maschile e bronzo nel doppio misto.
- Campionati africani

Rose Hill 2013: bronzo nel doppio maschile
Gaborone 2014: bronzo nel doppio maschile
Benoni 2017: argento nel doppio misto e bronzo nel doppio maschile
Algeri 2018: oro nel singolo maschile
Port Harcourt 2019: bronzo nel singolo maschile
Cairo 2020: oro nel singolo maschile e argento nel doppio maschile
Benoni 2023: argento nel doppio maschile